# While the City Sleeps...
Albums de George Benson
20/20
(1985) Collaboration
(1987)
Singles
1. Kisses in the Moonlight
Sortie : juillet 1986
2. Shiver
Sortie : octobre 1986
3. Teaser
Sortie : février 1987

While the City Sleeps... est le vingt-troisième album studio de George Benson, sorti le 25 août 1986 chez Warner Bros. Records. 

## Contenu
Sur l'album, participent des musiciens comme Paulinho Da Costa, Preston Glass, Paul Jackson, Jr., Marcus Miller et Narada Michael Walden (en tant que batteur et producteur), ainsi que de nouveaux artistes de l'époque comme Kenny G, Randy Jackson et Kashif. Bien qu'il n'y ait pas de morceaux instrumentaux, le jeu de guitare de Benson est quelque peu mis en avant dans des chansons comme Love Is Here Tonight, Teaser et Too Many Times. Le single de l'album qui a connu le plus de succès, Kisses in the Moonlight, est encore souvent joué par Benson lors de ses concerts et figure sur plusieurs de ses albums de compilation,,.

## Liste des titres
| No | Titre                   | Auteur                                                  | Producteur                       | Durée |
| -- | ----------------------- | ------------------------------------------------------- | -------------------------------- | ----- |
| 1. | While the City Sleeps   | - Dave Innis - Sam Lorber                               | - Tommy LiPuma - Robbie Buchanan | 3:35  |
| 2. | Kisses in the Moonlight | - Jeffrey Cohen - Preston Glass - Narada Michael Walden | Narada Michael Walden            | 4:21  |
| 3. | Shiver                  | - Glass - Suzanne Valentine - Walden                    | - Walden - Glass (associé)       | 5:23  |
| 4. | Love Is Here Tonight    | - George Benson - Jeffrey Cohen                         | Narada Michael Walden            | 5:43  |
| 5. | Teaser                  | - Cohen - David Jenkins - Cory Lerios - Walden          | Narada Michael Walden            | 4:40  |
| 6. | Secrets in the Night    | - Kashif - Greg Phillinganes                            | Kashif                           | 5:50  |
| 7. | Too Many Times          | - Walter Afanasieff - Glass                             | Narada Michael Walden            | 4:37  |
| 8. | Did You Hear Thunder    | - Dean Pitchford - Tom Snow                             | - Tommy LiPuma - Robbie Buchanan | 3:50  |

## Personnel

### Musiciens
- George Benson – chant, guitare
- Robbie Buchanan – claviers (1, 8), synthétiseurs (1, 8), basse synthétique (1, 8), arrangements (1, 8)
- Andrew Thomas – programmation du synthétiseur PPG Waveterm (1, 8)
- Frank Martin – synthétiseurs (2)
- Preston Glass – synthétiseurs (2), séquençage des basses (2, 3), programmation des percussions (2), claviers (3, 4), cordes (3), programmation de la batterie (3), programmation du Roland TR-808 (4), programmation supplémentaire de la batterie (7)
- Walter Afanasieff – claviers (3), claviers supplémentaires (5), synthétiseurs (7)
- Cory Lerios – claviers (5), séquençage de basses synthétiques (5)
- Sterling Smith – cuivres synthétiques (5)
- Kashif – claviers (6), tous les autres instruments (6), arrangements rythmiques (6)
- Greg Phillinganes – claviers (6), arrangements rythmiques (6)
- Larry Smith – Programmation du Synclavier (6)
- John S. Dranchak – assistant de la programmation du Synclavier (6)
- Paul Jackson Jr. – guitare rythmique (1, 8)
- Alan Glass – guitare rythmique (3)
- Corrado Rustici – synthétiseur de guitare Charvel GTM6 MIDI (4)
- David Jenkins – guitare rythmique (5), chœurs (5)
- Paul Pesco – guitare (6)
- Chris Camozzi – guitare rythmique (7)
- Marcus Miller – basse (1)
- Randy Jackson – basse Fender (4), Moog Source (7)
- John Robinson – batterie (1, 8)
- Narada Michael Walden – drum programming (2, 4, 7), arrangements (2-5, 7), batterie (3, 5)
- Yogi Horton – batterie (6)
- Paulinho da Costa – percussion (1, 8)
- Gigi Gonaway – toms Simmons (2), cymbale Paiste (2, 7), fills de batterie Simmons (7)
- Kenny G – saxophone (1, 8)
- Jerry Hey – arrangements des cordes (2, 4, 7)
- Ralph Schuckett – arrangements des cordes (6)
- Janey Clewer – chœurs (1, 8)
- Jim Gilstrap – chœurs (1, 3, 4, 7, 8)
- Marlena Jeter – chœurs (1)
- John Lehman – chœurs (1, 8)
- Claytoven Richardson – chœurs (2, 3, 4, 7)
- Kitty Beethoven – chœurs (3, 4, 7)
- Jennifer Hall – chœurs (3, 4, 5, 7)
- Suzanne Valentine – chœurs (3)
- Bud Cockrell – chœurs (5)
- Carolyn Hedrich – chœurs (5)
- Cindy Mizelle – chœurs (6)
- Audrey Wheeler – chœurs (6)

### Production
- Elliot Scheiner – ingénieur du son (1, 8)
- Eric Calvi – ingénieur du mixage (1, 8)
- David Frazer – ingénieur en chef et mixeur (2-5, 7)
- Darrell Gustamachio – ingénieur du son et de mixage (6)
- Peter Doell – enregistrement supplémentaire (1, 8)
- Eddie Garcia – assistant ingénieur du son (1, 8)
- Joe Martin – assistant ingénieur du son (1, 8)
- Jay Rifkin – enregistrement supplémentaire (1, 8)
- Michael O'Reilly – enregistrement supplémentaire (1)
- Victor Beyglio – assistant ingénieur du son (2-5, 7)
- Dana Chappelle – assistant ingénieur du son (2-5, 7)
- Stuart Hirotsu – assistant ingénieur du son (2-5, 7)
- Gordon Lyon – assistant ingénieur du son (2-5, 7), ingénieur du clavier (5)
- Lincoln Clapp – ingénieur du chant et de la guitare (3)
- Larry Smith – assistant ingénieur du son (6)
- John S. Dranchak – assistant de studio (6)
- Kevin Wallace – assistant de studio (6)
- Greg Calbi – mastering au Sterling Sound (New York, NY).
- Larry Fishman – coordinateur de la production (1, 8)
- Janice Lee – coordinateur de la production (2-5, 7)
- Cynthia Shilow – coordinateur de la production (2-5, 7)
- Russell Sidelsky – coordinateur de la production (6)
- Nancy Y. Mallory – assistant de projet (6)
- Lu Snead – coordinateur de projet
- Kav DeLuxe – direction artistique et conception
- Caroline Greyshock – photographie
- Hugo Boss – vêtements
- Jeff Sayre – vêtements
- Fritz/Turner Management, L.A. – direction

Crédits adaptés du livret de l'album.

## Classements et certifications

### Classements hebdomadaires
| Classement (1986)                    | Meilleure position |
| ------------------------------------ | ------------------ |
| Allemagne de l'Ouest (Media Control) | 48                 |
| États-Unis (Billboard 200)           | 124                |
| États-Unis (Top Black Albums)        | 21                 |
| États-Unis (Top Jazz Albums)         | 8                  |
| États-Unis (Cash Box Jazz Albums)    | 6                  |
| Pays-Bas (Mega Album Top 100)        | 25                 |
| Royaume-Uni (UK Albums Chart)        | 13                 |
| Suède (Sverigetopplistan)            | 31                 |

### Certifications
| Pays                                  | Certification | Ventes certifiées |
| ------------------------------------- | ------------- | ----------------- |
| Royaume-Uni (BPI)                     | Or            | 100 000^          |
| ^Mise en rayon selon la certification |               |                   |